# الحسانية (القليوبية)
الحسّانية إحدى قرى مركز شبين القناطر التابع لمحافظة القليوبية بجمهورية مصر العربية.

## السكان
بلغ عدد سكان الحسّانية 3,440 نسمة، حسب الإحصاء الرسمي لعام 2006.